# Mario Spagnol
Mario Spagnol (Lerici, 11 agosto 1930 – Lerici, 29 settembre 1999) è stato un editore italiano.

## Biografia
Iniziò la carriera editoriale in Bompiani nel 1954, per spostarsi tre anni dopo alla Feltrinelli dove a soli 34 anni si trovò a dirigere la collana Universale Economica; nel 1967 passò in Mondadori per rilanciare la collana Oscar Mondadori. Nel '73 passò a dirigere la divisione libri della Rizzoli rilanciando la BUR e allargandola alla saggistica e alla letteratura contemporanea.
Nel 1979 gli venne affidata la casa editrice Longanesi, con la promessa da parte del proprietario Luciano Mauri di diventare socio in caso di successo. Sotto la sua direzione Longanesi inanellò una lunga serie di best seller pubblicando i libri di Wilbur Smith, Patrick Süskind, Michael Ende, William Golding, Vittorio Gassman, Mario Biondi, Isabella Bossi Fedrigotti. In una decina d'anni riuscì anche a creare un grande gruppo editoriale acquisendo e rilanciando vecchi marchi (Guanda, Salani, Corbaccio, Neri Pozza, Ponte alle Grazie) e creando una nuova editrice di tascabili, la TEA.
Nel 1999, dopo vent'anni alla guida della Longanesi, morì a seguito di una lunga malattia. 

## Vita privata
Era sposato con Elena Vaccari, che pubblicò diversi libri di gastronomia firmandosi Elena Spagnol. Dal matrimonio nacquero i figli Giorgio e Luigi, anche lui editore, scomparso a 59 anni nel giugno 2020.

## Opere
- La grande settimana (con Paolo Bertolani), Milano, Salani Editore, 1999
- Guida ai misteri e segreti di Roma, Milano, Sugar Editore, 1970. Capitolo:  Sade a Roma.